# Апостеріорі
Апостеріо́рі (лат. a posteriori) — те, що випливає з досвіду. Протилежний термін — апріорі.

## Апостеріорні знання
Апостеріорні знання — знання, які людина отримує, вивчаючи світ завдяки відчуттям. Однак, за Кантом, пізнання світу неможливе тільки через досвід. Воно опирається на певні апріорні поняття, закладені до свідомості суб'єкта пізнання початково.
Протиставлення пізнання апріорі та апостеріорі виникло ще в Античні часи у філософії Платона і Аристотеля. Надалі різницю між цими поняттями вивчали Боецій, середньовічні арабські філософи (Аверроес (Ібн Рушд), Авіценна (Ібн Сіна))і європейські схоласти (Альберт Великий, Тома Аквінський).
У Новий час Ляйбніц змінює зміст цих термінів. Пізнання апостеріорі відрізняється від пізнання апріорі як «суть факту» та «суть розуму». Цю різницю обґрунтував у своїй філософії Іммануїл Кант. Загальні принципи пізнання апріорні (себто незалежні від досвіду), апостеріорні знання отримуються за допомогою чуттєвого пізнання (чуттєвого досвіду).
Чуттєвий досвід випадковий: він минув і цілком ймовірно, що в майбутньому з'явиться можливість набути новий досвід, який не збігатиметься зі старим. Для того, щоб апостеріорне знання набуло загального й необхідного характеру, чуттєвий досвід необхідно підвести під апріорні форми знання, і таким чином пізнаються спеціальні закони емпіричних наук. Математика — приклад апріорного знання, а фізика — апостеріорного.